# Thecla flosculus
Thecla flosculus är en fjärilsart som beskrevs av Druce 1907. Thecla flosculus ingår i släktet Thecla och familjen juvelvingar. Inga underarter finns listade i Catalogue of Life.